# حريق مبنى هانوي 2023
في 12 سبتمبر 2023، في حوالي الساعة 23:22 بتوقيت ICT (توقيت عالمي منسق+07:00)، اندلع حريق في مبنى سكني صغير مكون من تسعة طوابق في العاصمة الفيتنامية هانوي، والذي كان يسكنه حوالي 150 شخصًا. أدى الحريق إلى مقتل 56 شخصاً، بينهم عشرة أطفال، وإصابة 37 آخرين. كان هذا هو الحريق السكني الأكثر دموية في فيتنام منذ حريق مركز التجارة الدولية بمدينة هوشي في عام 2002.

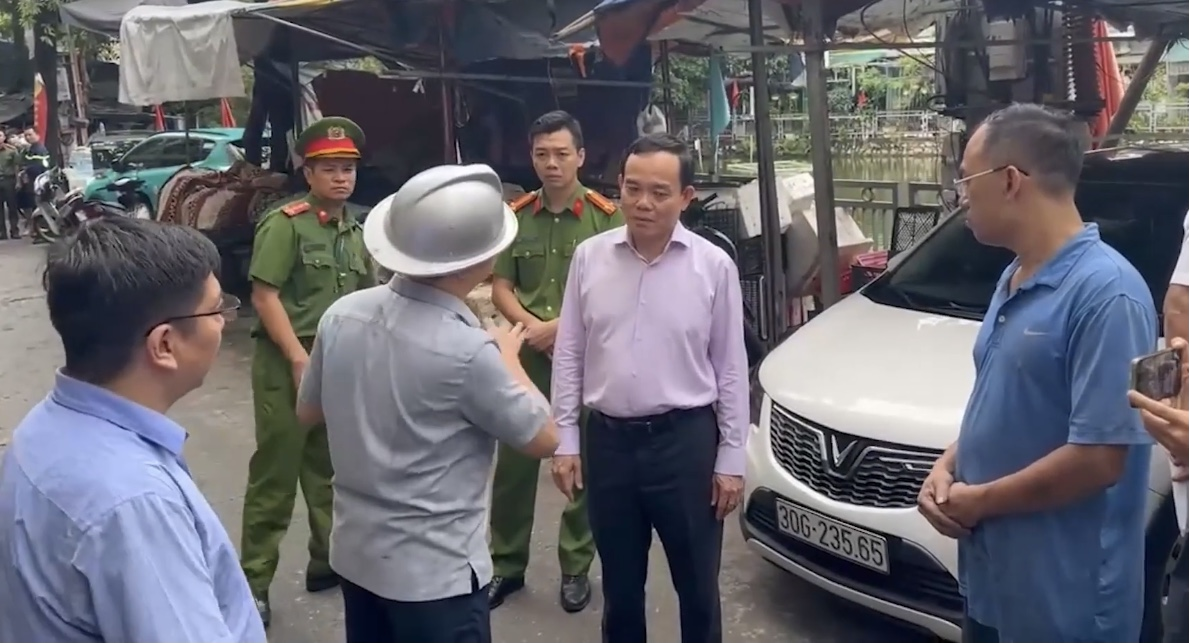
نائب رئيس وزراء فيتنام تران لو كوانغ يزور موقع الكارثة.